# Алберту да Кошта Перейра
Алберту да Кошта Перейра (порт. Alberto da Costa Pereira, 22 грудня 1929, Накала — 25 жовтня 1990, Лісабон) — португальський футболіст, що грав на позиції воротаря, зокрема за національну збірну Португалії.
Був основним голкіпером лісабонської «Бенфіки» в один з найуспішніших періодів її історії у другій половині 1950-х та 1960-х, двічі здобувши Кубок чемпіонів УЄФА та вісім разів ставши чемпіоном Португалії.

## Клубна кар'єра
Народився 1929 року у Португальській Східній Африці. Починав футбольну кар'єру у місцевій команді «Ферровіаріу» з міста Лоренсу Маркіш (сучасне Мапуту). Там габаритного воротаря помітили представники лісабонської «Бенфіки», і 1954 року Кошта Перейра перебрався до столиці Португалії.
У своєму ж першому сезоні у «Бенфіці» став основним голкіпером і здобув свої перші трофеї — перший із восьми титулів чемпіона Португалії та перший із п'яти своїх Кубків Португалії.
Загалом провів за «Бенфіку» 13 сезонів, здебільшого як гравець стартового складу, і завершив кар'єру влітку 1967 року у майже 38 років. Крім чисельних національних трофеїв двічі поспіль ставав володарем Кубка чемпіонів УЄФА — 1961 і 1962 роках. Згодом ще двічі брав участь у фіналах найпрестижнішого клубного турніру Європи (у 1963 і 1965 роках), проте в обох випадках португальці поступилися італійським командам, відповідно «Мілану» та «Інтеру».

## Виступи за збірну
1955 року дебютував в офіційних матчах у складі національної збірної Португалії.
Загалом протягом кар'єри у національній команді, яка тривала 11 років, провів у її формі 22 матчі.
Помер 25 жовтня 1990 року на 61-му році життя в Лісабоні.

## Титули і досягнення
- Володар Кубка чемпіонів УЄФА (2):

«Бенфіка»: 1960-1961, 1961-1962
- Чемпіон Португалії (8):

«Бенфіка»: 1954-1955, 1956-1957, 1959-1960, 1960-1961, 1962-1963, 1963-1964, 1964-1965, 1966-1967
- Володар Кубка Португалії (5):

«Бенфіка»: 1954-1955, 1956-1957, 1958-1959, 1961-1962, 1963-1964